# Bahnstrecke Haiger–Breitscheid
| Endbahnhof Breitscheid 1997 |                                              |                                 |                                 |
| Streckennummer (DB): | 367 (1980)                                   |                                 |                                 |
| Streckennummer: | 3723                                         |                                 |                                 |
| Kursbuchstrecke: | 166e (Haiger – Rabenscheid 1934) 194d (1946) |                                 |                                 |
| Streckenlänge: | 12,3 km                                      |                                 |                                 |
| Spurweite: | 1435 mm (Normalspur)                         |                                 |                                 |
| Maximale Neigung: | 20 ‰                                         |                                 |                                 |
| Minimaler Radius: | 300 m                                        |                                 |                                 |
| |                                              |                                 |                                 |
| \| \| \| von Gießen \| \| \| \| 0,0 \| Haiger Keilbahnhof \| Haiger Keilbahnhof \| \| \| \| nach Siegen \| \| \| \| \| Haiger Alter Bf (Pbf bis 1915) \| \| \| \| \| nach Betzdorf (Sieg) \| \| \| \| 0,9 \| Haiger West Ende Anschlussgleis \| Haiger West Ende Anschlussgleis \| \| \| \| Aubach \| \| \| \| \| Anst Hailo \| \| \| \| 4,5 \| Flammersbach \| Flammersbach \| \| \| \| Flammersbacher Viadukt (140 m) \| \| \| \| 6,3 \| Langenaubach \| Langenaubach \| \| \| 8,0 \| Rabenscheid \| Rabenscheid \| \| \| \| Aubach \| \| \| \| \| Rabenscheider Tunnel (1114 m) \| \| \| \| 10,9 \| Medenbach \| Medenbach \| \| \| \| Anst Cartonia \| \| \| \| 12,3 \| Breitscheid (Dillkr) \| Breitscheid (Dillkr) \| \| \| \| K 41 \| \| \| \| 13,1 \| Westerwälder Thonindustrie \| Westerwälder Thonindustrie \| |                                              |                                 |                                 |
| Strecke |                                              | von Gießen                      | von Gießen                      |
| Bahnhof | 0,0                                          | Haiger Keilbahnhof              | Haiger Keilbahnhof              |
| Abzweig geradeaus und nach rechts |                                              | nach Siegen                     | nach Siegen                     |
| Dienststation / Betriebs- oder Güterbahnhof Streckenende |                                              | Haiger Alter Bf (Pbf bis 1915)  | Haiger Alter Bf (Pbf bis 1915)  |
| Abzweig geradeaus und nach rechts |                                              | nach Betzdorf (Sieg)            | nach Betzdorf (Sieg)            |
| ehemaliger Haltepunkt / Haltestelle Strecke ab hier außer Betrieb | 0,9                                          | Haiger West Ende Anschlussgleis | Haiger West Ende Anschlussgleis |
| Brücke über Wasserlauf (Strecke außer Betrieb) |                                              | Aubach                          | Aubach                          |
| Abzweig geradeaus und nach links (Strecke außer Betrieb) |                                              | Anst Hailo                      | Anst Hailo                      |
| Haltepunkt / Haltestelle (Strecke außer Betrieb) | 4,5                                          | Flammersbach                    | Flammersbach                    |
| Brücke über Wasserlauf (Strecke außer Betrieb) |                                              | Flammersbacher Viadukt (140 m)  | Flammersbacher Viadukt (140 m)  |
| Bahnhof (Strecke außer Betrieb) | 6,3                                          | Langenaubach                    | Langenaubach                    |
| Bahnhof (Strecke außer Betrieb) | 8,0                                          | Rabenscheid                     | Rabenscheid                     |
| Brücke über Wasserlauf (Strecke außer Betrieb) |                                              | Aubach                          | Aubach                          |
| Tunnel (Strecke außer Betrieb) |                                              | Rabenscheider Tunnel (1114 m)   | Rabenscheider Tunnel (1114 m)   |
| Haltepunkt / Haltestelle (Strecke außer Betrieb) | 10,9                                         | Medenbach                       | Medenbach                       |
| Abzweig geradeaus und von rechts (Strecke außer Betrieb) |                                              | Anst Cartonia                   | Anst Cartonia                   |
| Bahnhof (Strecke außer Betrieb) | 12,3                                         | Breitscheid (Dillkr)            | Breitscheid (Dillkr)            |
| Bahnübergang (Strecke außer Betrieb) |                                              | K 41                            | K 41                            |
| Betriebs-/Güterbahnhof Streckenende (Strecke außer Betrieb) | 13,1                                         | Westerwälder Thonindustrie      | Westerwälder Thonindustrie      |

Die Bahnstrecke Haiger–Breitscheid, auch unter dem Namen Balkanexpress oder Aubachtalbahn bekannt, war 12,3 Kilometer lang und führte von Haiger nach Breitscheid im Westerwald. Der erste Teilabschnitt bis Rabenscheid wurde am 15. Dezember 1926 eröffnet, die restliche Bahnstrecke erst am 15. Mai 1939.

## Geschichte

### Vorgeschichte
Die Geschichte des „Balkanexpress“ beginnt im 19. Jahrhundert – einige Jahre, nachdem 1862 die wichtigste Bahnlinie im Dillgebiet fertiggestellt war, die Deutz-Gießener Eisenbahn von Köln-Deutz über Betzdorf und Dillenburg nach Gießen.
Die umliegenden Gemeinden wurden fortan über Nebenbahnen an diese Dillstrecke angeschlossen:
- 1872: Scheldetalbahn Dillenburg–„Nikolausstollen“ (später verlängert bis nach Wallau/Lahn)
- 1892: Dietzhölztalbahn Dillenburg–Ewersbach
- 1902: Aar-Salzböde-Bahn Herborn–Niederwalgern
- 1906: Westerwaldquerbahn Herborn–Westerburg

Im Dezember 1908 ordnete der preußische Minister der öffentlichen Arbeiten, Paul von Breitenbach, an, dass zwei Stichbahnen gebaut werden sollten: die eine von Haiger über Breitscheid nach Gusternhain und die andere von Stockhausen (bei Weilburg/Lahn) nach Beilstein (Ulmtalbahn). Vom ursprünglichen Plan einer durchgehenden, bei Driedorf die Westerwaldquerbahn kreuzenden Strecke war bereits Abstand genommen worden. Trotzdem wurde ausdrücklich bestimmt, dass die beiden Endbahnhöfe in Gusternhain und Beilstein so anzulegen seien, dass eine spätere Verbindung jederzeit technisch möglich sei. Schon einen Monat später wurde die Aufnahme der Vorarbeiten angeordnet und 1912 die erforderlichen Mittel bewilligt.

### Bau

#### Erster Abschnitt

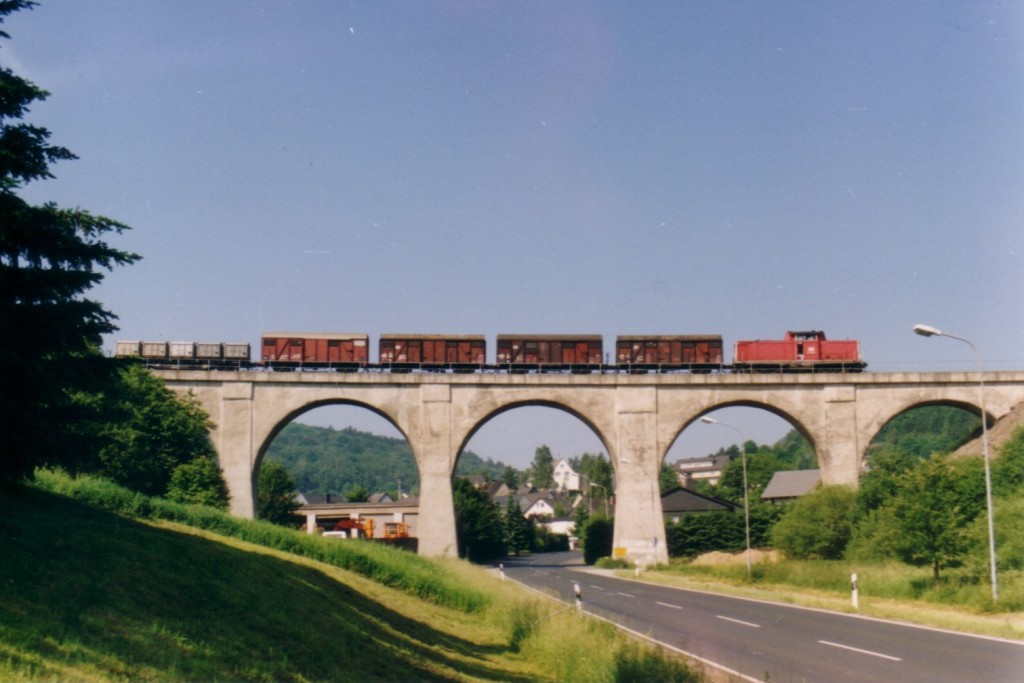
Flammersbacher Viadukt

Im April 1914 wurde die Bauabteilung Haiger eingerichtet und noch im Mai mit den Arbeiten begonnen. Durch den Ausbruch des Ersten Weltkriegs kamen die Arbeiten jedoch nahezu zum Erliegen. Bis dahin waren einige Bauwerke bereits fast fertig, neben einigen Brücken unter anderem das Empfangsgebäude des Bahnhofs Breitscheid und der Flammersbacher Bahnhof.
Fortschritte beim Streckenbau gab es erst wieder nach dem Ende des Krieges 1918. In den ersten Jahren durch die Inflation bedingt, war bis zum Frühjahr 1926 jedoch nicht einmal ein Drittel der ursprünglich geplanten Strecke fertiggestellt. Auf Nachfrage der Anlieger sagte die Deutsche Reichsbahn-Gesellschaft zu, die Strecke bis zum Jahresende wenigstens behelfsmäßig bis zum Bahnhof Rabenscheid zu vollenden, was zum 14. Dezember 1926 dann auch geschah. Einzelne Gemeinden, die Kreisbehörden und die Deutsche Reichsbahn begingen die Einweihung der Bahnstrecke mit einem offiziellen Festakt. Vormittags um 9.36 Uhr fuhr ein Sonderzug von Dillenburg aus die Behördenleitungen und einige geladene Gäste nach Haiger. Die Weiterführung der Strecke scheiterte zunächst an den Kosten, außerdem wurde sie nicht mehr als rentabel bewertet.

#### Zweiter Abschnitt

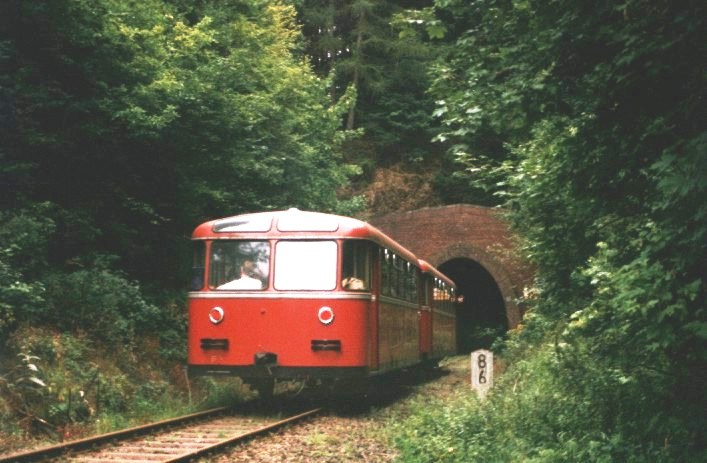
Rabenscheider Tunnel

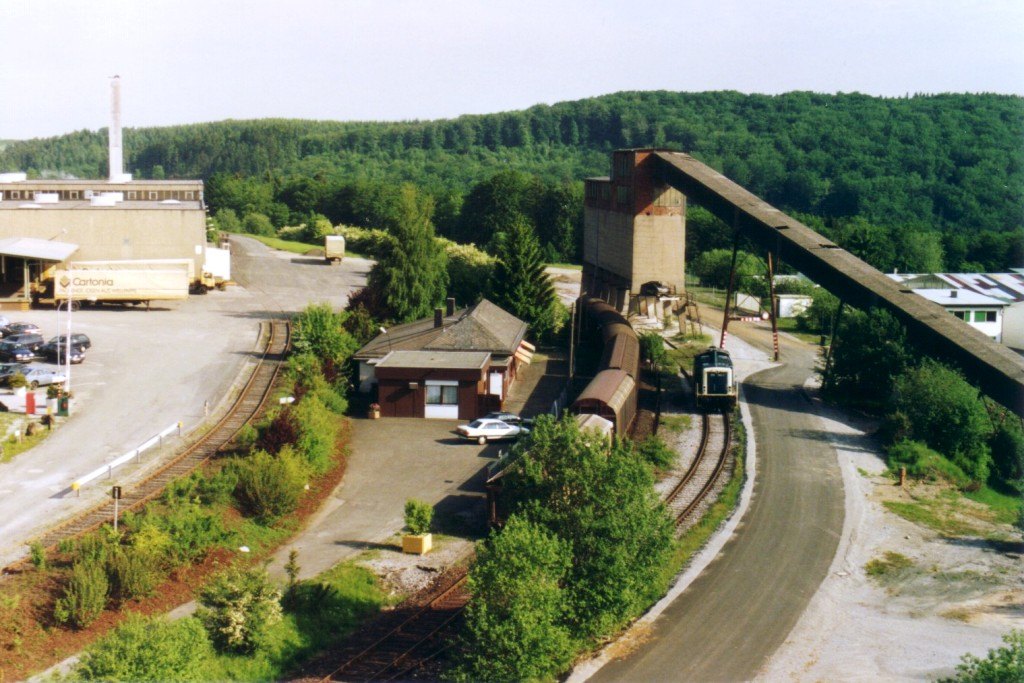
Haltepunkt Medenbach

Erst nach der Machtübernahme der Nationalsozialisten genehmigte die Verwaltung der Deutschen Reichsbahn 1934 den Bahnbau Rabenscheid–Breitscheid aus rüstungspolitischen Gründen, denn die Vereinigte Stahlwerke AG mit ihrem Betrieb bei Medenbach sollte einen Bahnanschluss erhalten. Hier wurde vor allem Kalkstein gebrochen und per Seilbahn „über die Berge“ an Donsbach vorbei bis zum Bahnhof Haiger transportiert. Ein weiterer Grund für den Weiterbau war die Erschließung der Bodenschätze rund um Breitscheid.
Nachdem auch die Finanzierung geregelt war, fand in der Medenbacher Gemarkung Anfang März 1936 der erste Spatenstich für die 4,4 Kilometer lange Verlängerung statt. Zwischen den Bahnhöfen Rabenscheid und Medenbach entstand als aufwändiges Ingenieurbauwerk der Rabenscheider Tunnel mit mehr als 1100 Metern Länge, ein für Nebenstrecken bemerkenswert langes Bauwerk. Bei dem Tunnelbau waren bis zu 420 Arbeiter im Drei-Schicht-Betrieb beschäftigt. Es existierten Planungen für eine spätere Elektrifizierung der Strecke, daher wurde der Rabenscheider Tunnel in einer für Nebenstrecken ebenfalls ungewöhnlichen ovalen Form durch den Berg getrieben.
Gut drei Jahre später, im Frühling 1939, waren die Arbeiten für die Streckenverlängerung bis Breitscheid abgeschlossen. Gegenüber der ursprünglichen Planung wurde die Strecke nicht bis Gusternhain geführt und auf den Anschluss an Westerwaldquerbahn und Ulmtalbahn bei Driedorf verzichtet. Am 15. Mai 1939 lief der erste Zug in einem provisorisch angelegten Bahnhof am Ortsrand von Breitscheid ein. Das eigentliche Breitscheider Bahnhofsgebäude im Schwarzen Weg, das schon ein Vierteljahrhundert zuvor fertiggestellt worden war, lag jedoch noch etwa 1,5 Kilometer weiter. Dieser ursprüngliche Breitscheider Bahnhof sollte zu einem späteren Zeitpunkt fertiggestellt werden. Dazu kam es jedoch nicht mehr, da knapp vier Monate später der Zweite Weltkrieg ausbrach. Das Gebäude wurde an einen privaten Eigentümer verkauft, der es zum Wohnhaus umnutzte.

### Betrieb der Gesamtstrecke
Genau fünf Jahre nach der Eröffnung, am 15. Mai 1944, wurde der Zugverkehr zwischen Rabenscheid und Breitscheid bis auf weiteres und ohne offizielle Begründung wieder eingestellt. Die sogenannten „Holzwerke Rabe“ wurden im (bombensicheren) Tunnel untergebracht. Dass es sich bei diesem Unternehmen nicht um einen Gartenmöbelhersteller handelte, ahnten die Menschen in den umliegenden Gemeinden damals schon. In Wirklichkeit wurden hier Flugzeugmotoren gefertigt.
Anfang 1945 war in Folge des Krieges der Verkehr auch auf der restlichen Strecke bis Rabenscheid zum Erliegen gekommen. Dieser Teil der Strecke wurde bis zum Frühjahr 1946 wieder instand gesetzt und der Verkehr aufgenommen. Den Tunnel wieder für den Streckenbetrieb herzurichten, dauerte dagegen wesentlich länger: Erst im Februar 1949 wurde der Verkehr auch auf der restlichen Strecke bis Breitscheid wieder aufgenommen.
In diesem Jahr wurde die Strecke auch noch um rund 800 Meter über den Breitscheider Behelfsbahnhof hinaus bis zur Westerwälder Thonindustrie verlängert, die damit endlich ihren lang ersehnten Bahnanschluss erhielt. Die Seilbahn, die von dort zum Bahnhof Niederdresselndorf an der Bahnstrecke Betzdorf–Haiger führte, wurde stillgelegt.

### Niedergang

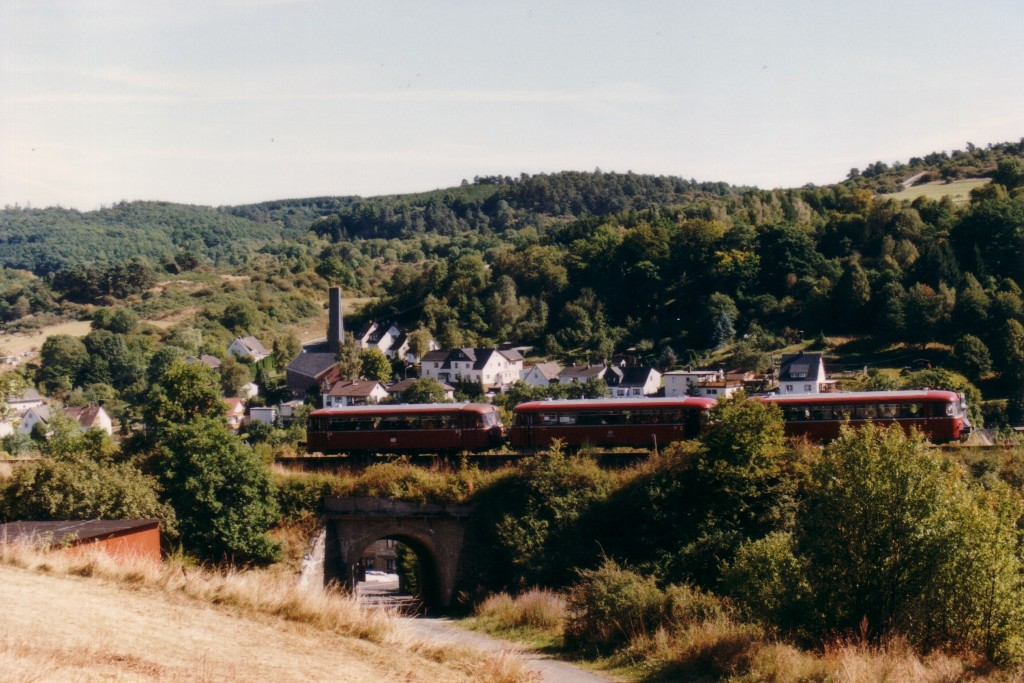
Schienenbus bei Langenaubach

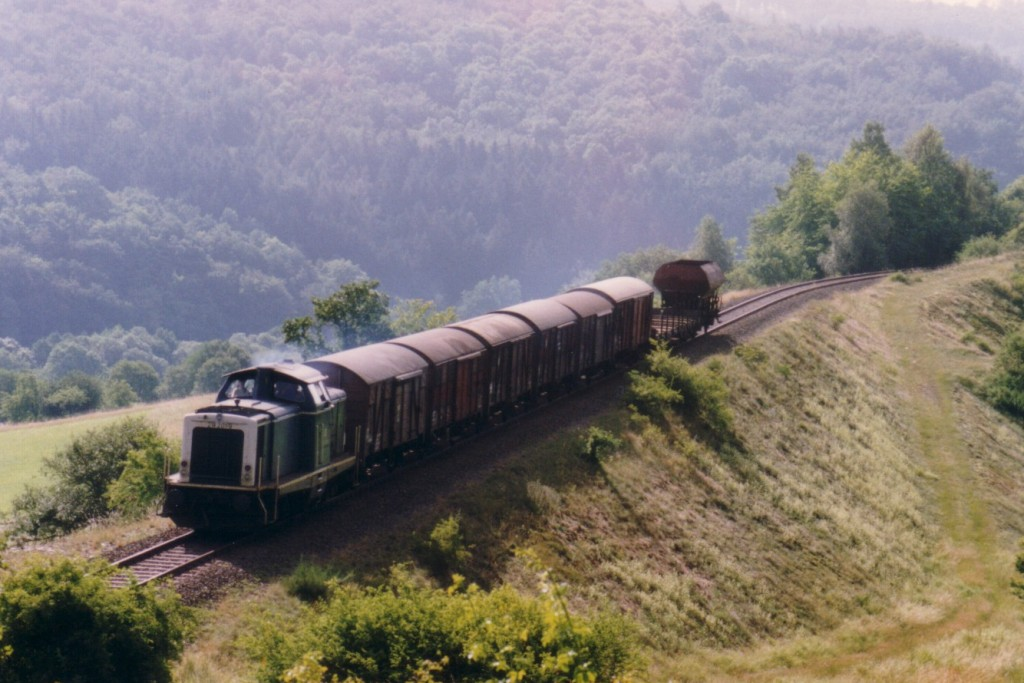
Zwischen Langenaubach und Flammersbach

Das Schicksal, das die Strecke in den Jahrzehnten nach dem Krieg erlebte, ist vergleichbar mit dem zahlreicher Nebenstrecken im Netz der Deutschen Bundesbahn. Durch die zunehmende Konkurrenz auf der Straße verlor die Strecke immer mehr an Bedeutung, so dass ab 1969 die Zahl der Züge immer weiter sank. Ab Sommer 1979 verkehrten werktags nur noch drei Personenzugpaare zwischen Haiger und Breitscheid.
Noch 1977 wurde für eine Million DM die große Talbrücke bei Flammersbach von Grund auf saniert, aber schon zum 31. Mai 1980 der Personenzugverkehr eingestellt. Der Güterverkehr blieb der Strecke weitere 17 Jahre erhalten. Hauptkunde war das Unternehmen Hailo in Flammersbach, das bis zum Schluss täglich durchschnittlich 38 Waggons abfertigte. Auch mehrere Unternehmen in Breitscheid, am Medenbacher und Rabenscheider Bahnhof hatten hin und wieder Wagenladungen, so dass in der Regel täglich zwei Güterzugpaare auf der Strecke verkehrten. Obwohl seitens der Anlieger weiter Bedarf für die Schienenanbindung vorhanden war, wurde der Gesamtverkehr zum 30. September 1997 von der Deutschen Bahn eingestellt. Bis zu diesem Tag gab es zahlreiche Sonderfahrten auf der Strecke, teilweise mit Dampflokomotiven.
2004 wurde für Fernsehaufnahmen am Rabenscheider Tunnel das Teilstück zwischen Langenaubach und dem Tunnelportal wieder frei geschnitten. Der Fernsehsender ProSieben drehte dort eine Reportage über „Schatzsucher“, die Teile der so genannten V2-Rakete suchten, die angeblich während des Zweiten Weltkriegs im Tunnel produziert worden war.
Auf dem Gebiet der Gemeinde Breitscheid wurden im Jahr 2006 die Gleise abgebaut, auf Haigerer Gebiet (bis zum Rabenscheider Tunnel) 2011.

### Nutzung als Radweg
Im Rabenscheider Tunnel wurde am 20. August 2022 ein Geh- und Radweg eröffnet. Die Tunnelbeleuchtung ist auf die Bedürfnisse der dort lebenden Fledermäuse abgestimmt. Zum Schutz der Fledermäuse bleibt der Tunnel in den Wintermonaten wegen des Winterschlafs der Fledermäuse geschlossen. Der Tunnelradweg war eine Maßnahme für den ausgefallenen Hessentag 2022 in Haiger.

## Streckenbeschreibung

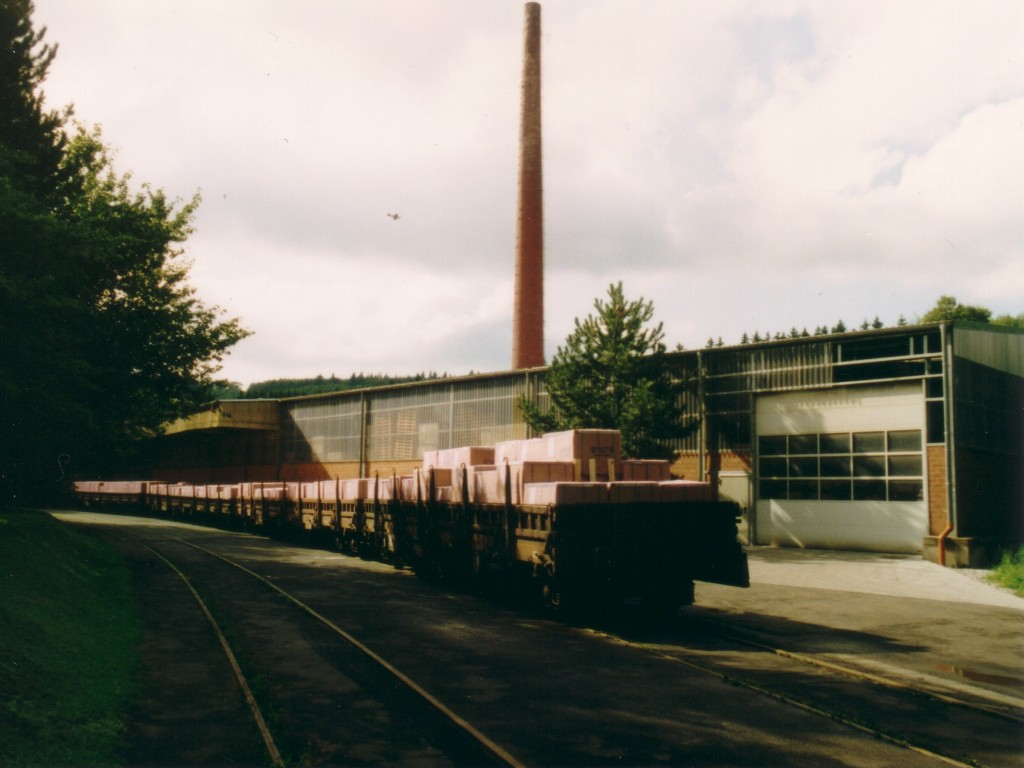
Anschlussgleis der Westerwälder Thonindustrie in Breitscheid 1994

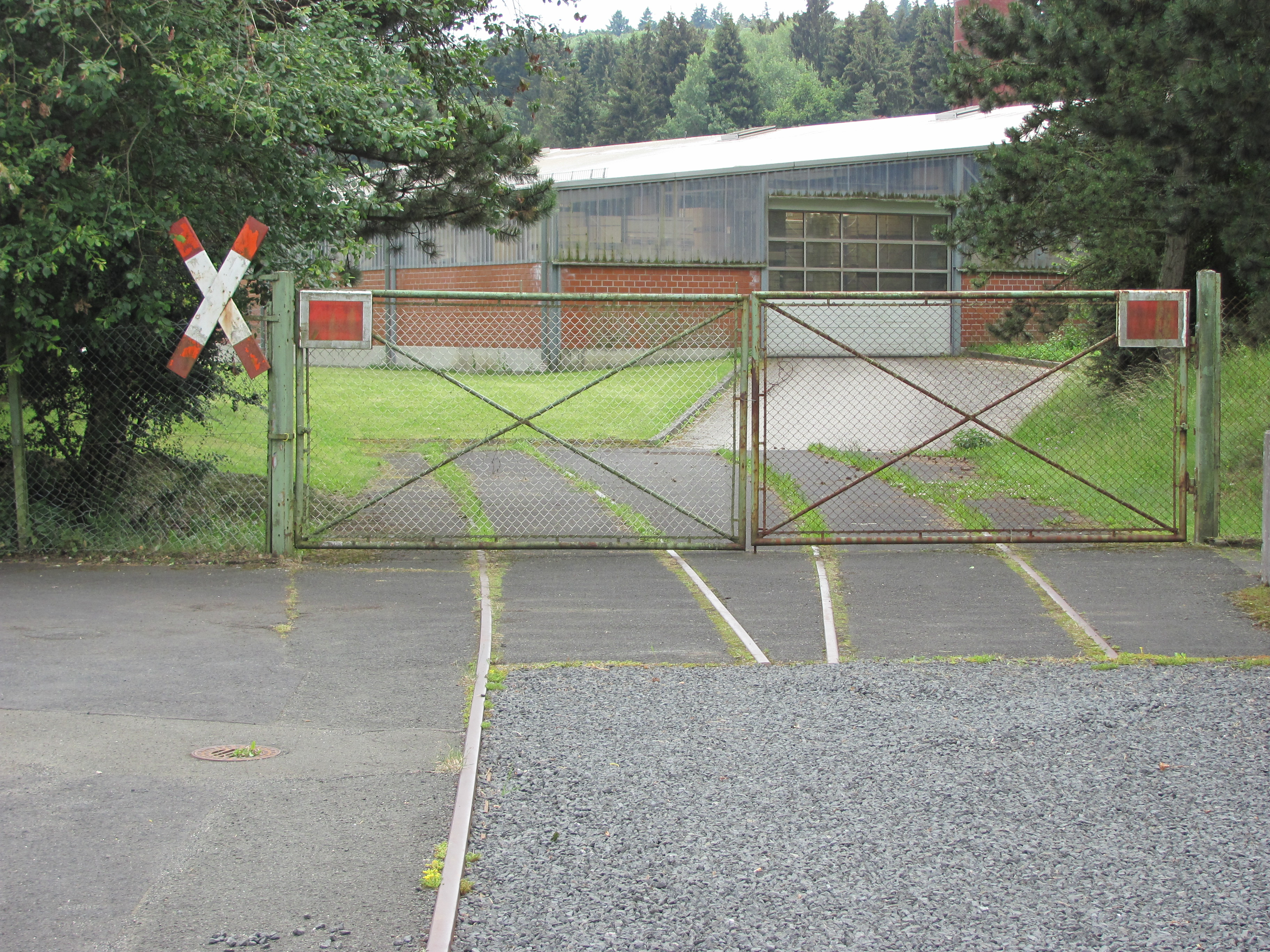
Zustand der Anlage 2011

Die Eisenbahnstrecke Haiger–Breitscheid hat den Charakter einer Mittelgebirgsbahn. Von Haiger bis zum Endbahnhof Breitscheid steigt die Strecke auf 12,3 km um 204 Meter. Die Orte Haiger und Breitscheid liegen Luftlinie lediglich sechs Kilometer auseinander. Die Neigung der Bahn beträgt, die Bahnhöfe ausgenommen, durchweg 1:50, die kleinsten Gleisradien messen 300 Meter.
Vom Bahnhof Haiger (270 Meter über NN), welcher an der zweigleisigen elektrifizierten Hauptstrecke Gießen–Siegen liegt, wird die Bahnstrecke zunächst knapp einen Kilometer zusammen mit der Bahnstrecke Betzdorf–Haiger geführt. Kurz vor dem Haltepunkt Haiger-West zweigt sie nach links von der Strecke nach Betzdorf ab. Nach wenigen hundert Metern folgt ein 180-Grad-Rechtsbogen, wobei der Aubach und die Landesstraße 3044 auf Brücken überquert werden. Direkt an den Rechtsbogen schließt sich ein 180-Grad-Linksbogen an, der durch Einschnitte und über Dämme führt. Nach einem kurzen geraden Stück durch einen Einschnitt folgt wieder eine Rechtskurve, in der nach links der Werksanschluss der Firma Hailo abzweigt.
Bei km 4,5 wird der Haltepunkt Flammersbach (heute ein Stadtteil von Haiger) erreicht. Hinter dem Haltepunkt folgt ein langer Linksbogen und die Bahn überquert auf einem mächtigen siebenbogigen Viadukt die Talmulde. Direkt hinter dem Viadukt folgt ein tiefer Einschnitt und nach der anschließenden Rechtskurve ein hoher Damm. Nach einer weiteren Rechtskurve folgt bei km 6,3 der Bahnhof Langenaubach (heute ebenfalls ein Stadtteil von Haiger).
Die Bahnstrecke führt nun oberhalb von Langenaubach entlang des westlichen Hangs des Aubachtals bis zum Bahnhof Rabenscheid bei km 8,0. Dieser Bahnhof, der am Ortsrand von Langenaubach liegt, war bis 1939 Endpunkt der Strecke. Der Ort, der dem Bahnhof seinen Namen verlieh, liegt jedoch über vier Kilometer vom Bahnhof entfernt in 550 Metern Meereshöhe auf der Westerwaldhochfläche. Rabenscheid gehört heute zur Großgemeinde Breitscheid. Unmittelbar nach dem Bahnhof Rabenscheid wird in einem Linksbogen der Aubach überquert. Gleich danach folgt der 1114 Meter lange Rabenscheider Tunnel, der den Höhenzug zwischen Aubachtal und Medenbachtal durchstößt.
Nach dem anschließenden Rechtsbogen wird der Haltepunkt Medenbach erreicht. Der Ort liegt zwei Kilometer talabwärts und gehört ebenfalls zur Gemeinde Breitscheid. Dem Rand der Hochfläche entlang in südwestlicher Richtung erreicht die Bahnstrecke den Endbahnhof Breitscheid (480 Meter über NN) bei km 12,1. Als Verlängerung über den Bahnhof hinaus folgt das knapp einen Kilometer lange Anschlussgleis der Breitscheider Schamottefabrik.

## Fahrzeugeinsatz

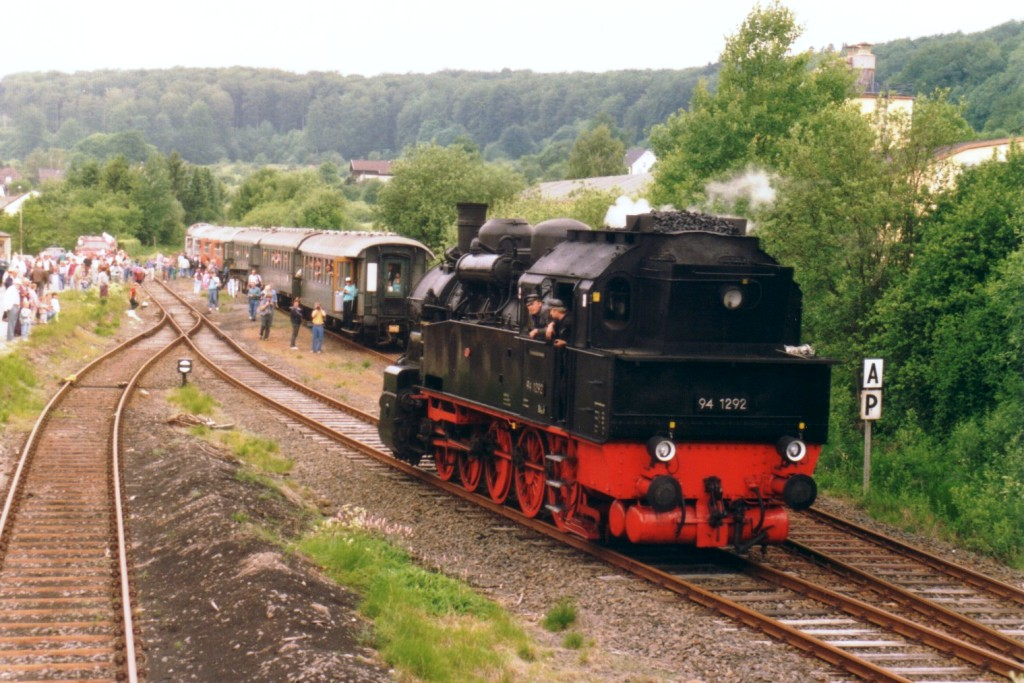
Baureihe 94 im Bahnhof Breitscheid

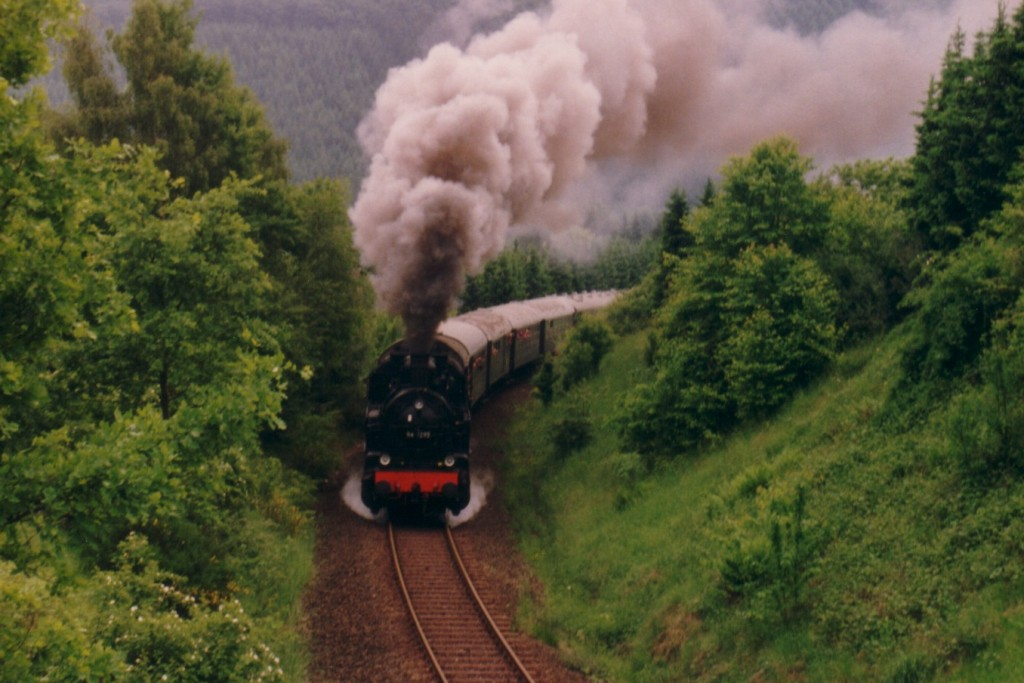
Dampfsonderfahrt 1993

Von der Eröffnung bis in die frühen 1960er Jahre hinein wurde der Betrieb fast ausschließlich von Dampflokomotiven der Baureihen 55 und 93 des Bw Dillenburg bewältigt. Hin und wieder gelangte eine 94er, ebenfalls aus Dillenburg, auf den Westerwald. In den 1950er Jahren kam dann mehr und mehr die Baureihe 50 dazu und löste die älteren Baureihen ab.
Ab 1954 wurden die ersten Schienenbusse (VT 95, später VT 98) eingesetzt, die die lokbespannten Personenzüge bis Anfang der 1970er Jahre komplett verdrängten. Im Güterverkehr übernahmen ab den 1960er Jahren immer mehr Dieselloks der V 100-Familie Leistungen. Selten wurde eine V 160 oder V 200 dort eingesetzt.